# Стрелча
Стре́лча (болг. Стрелча) — місто в Пазарджицькій області Болгарії. Адміністративний центр общини Стрелча.

## Населення
За даними перепису населення 2011 року у місті проживали 4083 особи.
Національний склад населення міста:
| Національність   | Кількість осіб | Відсоток |
| ---------------- | -------------- | -------- |
| болгари          | 2978           | 91,1%    |
| цигани           | 274            | 8,4%     |
| інша             | 10             | 0,3%     |
| Всього відповіли | 3270           |          |

Розподіл населення за віком у 2011 році:
Динаміка населення: